# Ščors (film)
Ščors (Щорс) è un film del 1939 diretto da Aleksandr Petrovič Dovženko.

## Trama
Il film ricostruisce la faticosa marcia dell'armata di Scors e Bojenko attraverso l'Ucraina del 1918-19 occupata dai tedeschi e dall'esercito dei controrivoluzionari. I due personaggi sono il primo, l'incarnazione della coscienza rivoluzionaria, il secondo un uomo saggio, duro e ingenuo.
Il film si apre su di un campo di girasoli solo in apparenza immerso nella pace perché all'improvviso compaiono dei soldati. I tedeschi invadono il paese e la popolazione fugge sui monti. Molti contadini si arruolano tra le file dei partigiani guidati da Scors. Al termine della guerra con i tedeschi, finita con un fraterno abbraccio tra i soldati delle due parti, inizia quella civile contro l'Armata Bianca. Dopo un periodo di dure battaglie, i partigiani entrano a Kiev. Appena il tempo di sequestrare l'oro dei ricchi borghesi che la guerra riprende. Scors lotta con coraggio e sostiene i suoi uomini. I nemici avanzano, le truppe rivoluzionarie sono circondate e la sconfitta sembra vicina. La vicenda a questo punto si interrompe  per riprendere qualche anno dopo con Scors, affacciato alla finestra di casa, che con grande soddisfazione guarda la parata degli uomini della nuova Armata Rossa.